# Première circonscription de Gonder ville
La première circonscription de Gonder ville est une des 135 circonscriptions législatives de l'État fédéré Amhara, elle se situe dans la Zone Nord Gonder. Sa représentante actuelle est Momina Mehamed Ahmed.